# Chrysoïne
Chrysoïne (ook resorcinolgeel of chrysoïne-resorcinol) is een azokleurstof die gebruikt werd als voedingsadditief.
De kleurstof komt van nature voor in de wortel van de alkanet (Alkanna tinctoria) die van oudsher wordt gebruikt voor het verven van wol.
Als additief in voeding is het sinds 1984 verboden. Chrysoïne droeg tot dan toe het E-nummer E103. In cosmetica wordt het gebruik aangegeven met INCI-code CI 14270.